# Under the Sign of Hell
Under the Sign of Hell je treći studijski album norveškog black metal-sastava Gorgoroth. Diskografska kuća Malicious Records objavila ga je 20. listopada 1997. godine. Prvi je album s basistom Aresom i jedini s bubnjarom Grimom.

## Izdanje
Under the Sign of Hell bio je objavljen 20. listopada 1997. godine. Album je ponovno objavljen 1999. a objavila ga je diskografska kuća Century Media Records i ponovno u 2005. objavila ga je Season of Mist. Agonia Records objavila ga je na vinilu ograničen na 1000 primjeraka, a Back on Black Records ponovno objavila na vinilu 2006. godine. Remasterizan verzije albuma objavila je diskografska kuća Regain Records u 2007. godine.
Album je ponovno snimljen u 2011. i objavljen kao Under the Sign of Hell 2011. Ponovno snimljen verzija bio je posljednjim albumom s pjevačem Pestom.

## Popis pjesama
Tekstovi i glazba: Infernus. 
| 1.    | »Revelation of Doom«                             | 3:15 |
| 2.    | »Krig« (Rat)                                     | 2:43 |
| 3.    | »Funeral Procession«                             | 3:01 |
| 4.    | »Profetens åpenbaring« (Poslanikova otkrivenja)  | 5:20 |
| 5.    | »Postludium«                                     | 1:34 |
| 6.    | »Ødeleggelse og undergang« (Uništenje i propast) | 4:28 |
| 7.    | »Blood Stains the Circle«                        | 2:42 |
| 8.    | »The Rite of Infernal Invocation«                | 6:49 |
| 9.    | »The Devil Is Calling«                           | 3:01 |
| 32:53 |                                                  |      |

## Zasluge
| Gorgoroth - Pest – vokali - Infernus – gitara, bas-gitara, produkcija - Ares – bas-gitara (pjesma 1.) - Grim – bubnjevi | Ostalo osoblje - Pytten – produkcija |